# Hans Akkersdijk
Hans Akkersdijk (1927-24 april 2015) won in 1954 de Zilveren Camera met de foto van de brandende molen op 't Oostplein in Rotterdam.

## Levensloop
In 1946 is Akkersdijk begonnen als portretfotograaf. Zijn eerste persfoto maakte hij op 13 mei 1946 van de aankomst van Winston Churchill aan de grens van Rotterdam. Van 1946 tot 1948 was hij werkzaam bij de Dienst Legercontacten in Batavia bij de fotodienst. Na terugkeer in Nederland werd hij fotograaf in Groningen en daarna bij de Arbeiderspers in Amsterdam en Het Vrije Volk in Rotterdam. In 1971 werd hij chef fotodienst bij de Centrale Directie PTT in Den Haag. Hij is bekend van de rampfoto's uit 1953, waarvan vele geplaatst in het boek Watersnood.